# Volta à Turquia de 2016
A 52.ª edição da competição ciclista Volta à Turquia celebrou-se na Turquia entre 24 de abril e 1 de maio de 2016 sobre um percurso de 1 265,7 quilómetros.
A prova fez parte do UCI Europe Tour de 2016 dentro da categoria 2.hc (máxima categoria destes circuitos).
A carreira foi vencida pelo corredor português José Gonçalves da equipa Caja Rural-Seguros RGA, em segundo lugar David Arroyo (Caja Rural-Seguros RGA) e em terceiro lugar Nikita Stalnov (Astana City).

## Equipas participantes
Tomaram parte na carreira 16 equipas: 2 de categoria UCI Pro Team convidados pela organização; 8 de categoria Profissional Continental; 6 de categoria Continental. Formando assim um pelotão de 123 ciclistas dos que acabaram 90. As equipas participantes foram:
| Equipes WorldTeam (2)- Lampre-Merida - Lotto-Soudal Equipes profissionais Continentais (8)- Caja Rural-Seguros RGA - CCC Sprandi Polkowice - Delko-Marseille Provence-KTM - Funvic Soul Cycles-Carrefour - Nippo-Vini Fantini - Team Roth - Southeast-Venezuela - Verva ActiveJet Equipes Continentais (6)- Alpha Baltic-Maratoni.lv - Astana City - Hrinkow Advarics Cycleang - Parkhotel Valkenburg Continental - Torku Şekerspor - Unieuro Wilier |
| |

## Etapas
A Volta à Turquia dispôs de oito etapas para um percurso total de 1 265,7 quilómetros.
| Etapa | Data    | Percurso              | type            | Distância (km) | Vencedor           | Líder geral        |
| ----- | ------- | --------------------- | --------------- | -------------- | ------------------ | ------------------ |
| 1     | 24 abr. | Istambul – Istambul   | etapa escarpada | 129,2          | Przemysław Niemiec | Przemysław Niemiec |
| 2     | 25 abr. | Capadócia – Capadócia | média montanha  | 154,1          | Pello Bilbao       | Przemysław Niemiec |
| 3     | 26 abr. | Acsarai – Cônia       | etapa escarpada | 158,9          | André Greipel      | Pello Bilbao       |
| 4     | 27 abr. | Seydişehir – Alanya   | etapa escarpada | 187            | Sacha Modolo       | Pello Bilbao       |
| 5     | 28 abr. | Alanya – Kemer        | etapa plana     | 189,3          | Jakub Mareczko     | Pello Bilbao       |
| 6     | 29 abr. | Kumluca – Elmalı      | alta montanha   | 116,9          | Jaime Rosón        | José Gonçalves     |
| 7     | 30 abr. | Fethiye – Marmaris    | etapa escarpada | 128,6          | Sacha Modolo       | José Gonçalves     |
| 8     | 1 mai.  | Marmaris – Selçuk     | etapa escarpada | 201,7          | Jakub Mareczko     | José Gonçalves     |

## Classificações finais
- As classificações finalizaram da seguinte forma:[5]

### Classificação geral
| \| Classificação geral \| Classificação geral \| Classificação geral \| Classificação geral \| Classificação geral \| \| Ciclista \| Ciclista \| Equipe \| Tempo \| \| \| ------------------- \| ------------------- \| ---------------------- \| ------------------- \| ------------------- \| \| 1. \| José Gonçalves \| Caja Rural-Seguros RGA \| 32h31m35s \| \| \| 2. \| David Arroyo \| Caja Rural-Seguros RGA \| + 18s \| \| \| 3. \| Nikita Stalnow \| Astana City \| + 56s \| \| \| 4. \| Lluís Mas \| Caja Rural-Seguros RGA \| + 2m13s \| \| \| 5. \| Adam Hansen \| Lotto-Soudal \| + 4m46s \| \| \| 6. \| Greg Henderson \| Lotto-Soudal \| + 6m46s \| \| \| 7. \| Stig Broeckx \| Lotto-Soudal \| + 9m22s \| \| \| 8. \| Gert Dockx \| Lotto-Soudal \| + 12m46s \| \| \| 9. \| Jaime Rosón \| Caja Rural-Seguros RGA \| + 12m58s \| \| \| 10. \| Mauro Finetto \| Unieuro Wilier \| + 13m08s \| \| |                |                        |           |
| |                |                        |           |
| Fontes: ProCyclingStats Cycling Quotient Cycling Archives |                |                        |           |
| Classificação geral |                |                        |           |
| Ciclista | Ciclista       | Equipe                 | Tempo     |
| 1. | José Gonçalves | Caja Rural-Seguros RGA | 32h31m35s |
| 2. | David Arroyo   | Caja Rural-Seguros RGA | + 18s     |
| 3. | Nikita Stalnow | Astana City            | + 56s     |
| 4. | Lluís Mas      | Caja Rural-Seguros RGA | + 2m13s   |
| 5. | Adam Hansen    | Lotto-Soudal           | + 4m46s   |
| 6. | Greg Henderson | Lotto-Soudal           | + 6m46s   |
| 7. | Stig Broeckx   | Lotto-Soudal           | + 9m22s   |
| 8. | Gert Dockx     | Lotto-Soudal           | + 12m46s  |
| 9. | Jaime Rosón    | Caja Rural-Seguros RGA | + 12m58s  |
| 10. | Mauro Finetto  | Unieuro Wilier         | + 13m08s  |

### Classificação por pontos
| Classificação por pontos | Classificação por pontos | Classificação por pontos | Classificação por pontos | Classificação por pontos |
| Ciclista                 | Ciclista                 | Equipe                   | Pontos                   |                          |
| ------------------------ | ------------------------ | ------------------------ | ------------------------ | ------------------------ |
| 1.                       | Manuel Belletti          | Southeast-Venezuela      | 62 pts                   |                          |
| 2.                       | Daniele Colli            | Nippo-Vini Fantini       | 56 pts                   |                          |
| 3.                       | Sacha Modolo             | Lampre-Merida            | 54 pts                   |                          |
| 4.                       | Grzegorz Stępniak        | CCC Sprandi Polkowice    | 47 pts                   |                          |
| 5.                       | Marco Zanotti            |                          | 46 pts                   |                          |
| 6.                       | Alberto Cecchin          | Roth                     | 45 pts                   |                          |
| 7.                       | José Gonçalves           | Caja Rural-Seguros RGA   | 44 pts                   |                          |
| 8.                       | Jakub Mareczko           | Southeast-Venezuela      | 41 pts                   |                          |
| 9.                       | Przemysław Niemiec       | Lampre-Merida            | 41 pts                   |                          |
| 10.                      | Mauro Finetto            | Unieuro Wilier           | 36 pts                   |                          |

### Classificação da montanha
| Classificação da montanha | Classificação da montanha | Classificação da montanha        | Classificação da montanha | Classificação da montanha |
| Ciclista                  | Ciclista                  | Equipe                           | Pontos                    |                           |
| ------------------------- | ------------------------- | -------------------------------- | ------------------------- | ------------------------- |
| 1.                        | Przemysław Niemiec        | Lampre-Merida                    | 21 pts                    |                           |
| 2.                        | Ilia Koshevoy             | Lampre-Merida                    | 16 pts                    |                           |
| 3.                        | Jaime Rosón               | Caja Rural-Seguros RGA           | 15 pts                    |                           |
| 4.                        | Peter Schulting           | Parkhotel Valkenburg Continental | 14 pts                    |                           |
| 5.                        | Paweł Cieślik             | Verva ActiveJet                  | 13 pts                    |                           |
| 6.                        | Rémy Di Gregorio          | Delko-Marseille Provence-KTM     | 12 pts                    |                           |
| 7.                        | Nazim Bakırcı             | Torku Şekerspor                  | 11 pts                    |                           |
| 8.                        | Muhammet Atalay           | Torku Şekerspor                  | 10 pts                    |                           |
| 9.                        | Jan Hirt                  | CCC Sprandi Polkowice            | 10 pts                    |                           |
| 10.                       | Nicolas Baldo             | Roth                             | 7 pts                     |                           |

### Classificação dos sprints pelas "Belezas de Turquia"
Predefinição:Ficha de classificação das metas volantes de ciclismo

### Classificação por equipas
| Classificação por equipes | Classificação por equipes        | Classificação por equipes | Classificação por equipes |
| Equipe                    | Equipe                           | Tempo                     |                           |
| ------------------------- | -------------------------------- | ------------------------- | ------------------------- |
| 1.                        | Caja Rural-Seguros RGA           | 97h34m28s                 |                           |
| 2.                        | Lotto-Soudal                     | + 15m47s                  |                           |
| 3.                        | Lampre-Merida                    | + 37m22s                  |                           |
| 4.                        | Astana City                      | + 44m54s                  |                           |
| 5.                        | Parkhotel Valkenburg Continental | + 45m29s                  |                           |
| 6.                        | CCC Sprandi Polkowice            | + 1h00m45s                |                           |
| 7.                        | Unieuro Wilier                   | + 1h01m08s                |                           |
| 8.                        | Team Roth                        | + 1h10m36s                |                           |
| 9.                        | Verva ActiveJet                  | + 1h14m14s                |                           |
| 10.                       | Delko-Marseille Provence-KTM     | + 1h18m29s                |                           |

## Evolução das classificações
| Etapa                 | Vencedor              | Classificação geral | Classificação por pontos | Classificação da montanha | Classificação de sprints "Belezas da Turquia" | Classificação por equipas |
| --------------------- | --------------------- | ------------------- | ------------------------ | ------------------------- | --------------------------------------------- | ------------------------- |
| 1.ª                   | Przemyslaw Niemiec    | Przemyslaw Niemiec  | Przemyslaw Niemiec       | Rémy Di Gregorio          | Lluís Mas                                     | Lampre-Merida             |
| 2.ª                   | Pello Bilbao          | Przemyslaw Niemiec  | José Gonçalves           | Rémy Di Gregorio          | Lluís Mas                                     | Caja Rural-Seguros RGA    |
| 3.ª                   | André Greipel         | Pello Bilbao        | José Gonçalves           | Rémy Di Gregorio          | Lluís Mas                                     | Caja Rural-Seguros RGA    |
| 4.ª                   | Sacha Modolo          | Pello Bilbao        | José Gonçalves           | Rémy Di Gregorio          | Lluís Mas                                     | Caja Rural-Seguros RGA    |
| 5.ª                   | Jakub Mareczko        | Pello Bilbao        | Alberto Cecchin          | Rémy Di Gregorio          | Lluís Mas                                     | Caja Rural-Seguros RGA    |
| 6.ª                   | Jaime Rosón           | José Gonçalves      | José Gonçalves           | Przemyslaw Niemiec        | Lluís Mas                                     | Caja Rural-Seguros RGA    |
| 7.ª                   | Sacha Modolo          | José Gonçalves      | Manuel Belletti          | Przemyslaw Niemiec        | Lluís Mas                                     | Caja Rural-Seguros RGA    |
| 8.ª                   | Jakub Mareczko        | José Gonçalves      | Manuel Belletti          | Przemyslaw Niemiec        | Lluís Mas                                     | Caja Rural-Seguros RGA    |
| Classificações finais | Classificações finais | José Gonçalves      | Manuel Belletti          | Przemysław Niemiec        | Lluís Mas                                     | Caja Rural-Seguros RGA    |

## UCI Europe Tour
O Volta à Turquia outorga pontos para o UCI Europe Tour de 2016, somente para corredores de equipas Profissional Continental e Equipas Continentais. A seguinte tabela corresponde ao barómetro de pontuação:
| Posição   | 1.º | 2.º | 3.º | 4.º | 5.º | 6.º | 7.º | 8.º | 9.º | 10.º | 11.º | 12.º | 13.º | 14.º | 15.º | 16.º-30.º | 31.º-40.º |
| Pontuação | 200 | 150 | 125 | 100 | 85  | 70  | 60  | 50  | 40  | 35   | 30   | 25   | 20   | 15   | 10   | 5         | 3         |

| Posição | Ciclista       | Equipa                 | Pontos |
| ------- | -------------- | ---------------------- | ------ |
| 1.º     | José Gonçalves | Caja Rural-Seguros RGA | 200    |
| 2.º     | David Arroyo   | Caja Rural-Seguros RGA | 150    |
| 3.º     | Nikita Stalnov | Astana City            | 125    |
| 4.º     | Lluís Mas      | Caja Rural-Seguros RGA | 100    |
| 5.º     | Adam Hansen    | Lotto Soudal           | 85     |
| 6.º     | Greg Henderson | Lotto Soudal           | 70     |
| 7.º     | Stig Broeckx   | Lotto Soudal           | 60     |
| 8.º     | Gert Dockx     | Lotto Soudal           | 50     |
| 9.º     | Jaime Rosón    | Caja Rural-Seguros RGA | 40     |
| 10.º    | Mauro Finetto  | Unieuro Wilier         | 35     |

A corrida outorgou pontos para o UCI World Ranking (classificação global de todas as carreiras internacionais).
| Posição             | 1º  | 2º  | 3º  | 4º  | 5º | 6º | 7º | 8º | 9º | 10º |
| Classificação geral | 200 | 150 | 125 | 100 | 85 | 70 | 60 | 50 | 40 | 35  |
| Por etapa           | 20  | 10  | 5   |     |    |    |    |    |    |     |
| Líder               | 5   |     |     |     |    |    |    |    |    |     |

| Posição | Ciclista       | Equipa                 | Geral | Etapa | Líder | Total |
| ------- | -------------- | ---------------------- | ----- | ----- | ----- | ----- |
| 1.º     | José Gonçalves | Caja Rural-Seguros RGA | 200   | 20    | 15    | 235   |
| 2.º     | David Arroyo   | Caja Rural-Seguros RGA | 150   | -     | -     | 150   |
| 3.º     | Nikita Stalnov | Astana City            | 125   | -     | -     | 125   |
| 4.º     | Lluís Mas      | Caja Rural-Seguros RGA | 100   | -     | -     | 100   |
| 5.º     | Adam Hansen    | Lotto Soudal           | 85    | -     | -     | 85    |
| 6.º     | Greg Henderson | Lotto Soudal           | 70    | -     | -     | 70    |
| 7.º     | Stig Broeckx   | Lotto Soudal           | 60    | -     | -     | 60    |
| 8.º     | Jaime Rosón    | Caja Rural-Seguros RGA | 40    | 20    | -     | 60    |
| 9.º     | Gert Dockx     | Lotto Soudal           | 50    | -     | -     | 50    |
| 10.º    | Mauro Finetto  | Unieuro Wilier         | 35    | 5     | -     | 40    |